# LMBT-kronológia (20. század első fele)
Ez az oldal a leszbikus, meleg, biszexuális és transznemű (LMBT) emberek jogainak történetében bekövetkezett fontosabb eseményeket tartalmazza.
« korábbi események

## 1900-as évek
- 1903 február 21. – A New York-i Ariston Hotel fürdő nevű, meleg férfiak által látogatott fürdőben razziát tart a rendőrség. 26 embert letartóztatnak, 12-t bíróság elé állítanak szodómia vádjával; 7 férfi kap 4-20 év közötti börtönbüntetést.[1]
- 1903 – Magnus Hirschfeld elkészíti az első, homoszexualitással kapcsolatos kérdőívet, e szerint a németek 2,2%-a (azaz kb. 1,2 millió ember) gyakorolta akkortájt a homoszexuális érintkezést.
- 1906 – Megjelenik Nápolyban a világ második nyíltan meleg témájú regénye, a Magyarországon játszódó Imre, az amerikai Edward Irenaeus Prime-Stevenson műve.[2]
- 1907 – Adolf Brand, a 175. paragrafus eltörléséért küzdő aktivista olyan írást tesz közzé, amelyben Bernhard von Bülow kancellár homoszexuálisként jelenik meg (az első „outing”). A kancellár rágalmazási pert indít, amelyet meg is nyer, Brandot 18 hónap börtönbüntetésre ítélik.[3]
- 1907–1909 – A Harden-Eulenburg ügy Németországban. Maximilian Harden újságíró homoszexuális magatartással vádolja meg Philip Eulenburg herceget és Kuno von Moltke altábornagyot. Az újságíró elveszíti az ellene indított rágalmazási pereket.[4]
- 1910 – Magnus Hirschfeld megalkotja a transzvesztita fogalmát.

## 1910-es évek
- 1910 – Emma Goldman anarchista politikai aktivista először beszél nyilvánosan a melegek jogainak fontosságáról.[5]
- 1913 – E. M. Forster megírja Maurice című, meleg témájú regényét. A mű - a szerző saját homoszexualitása miatt - csak halála után, 1971-ben jelenhetett meg először.
- 1917 – Oroszországban az Októberi Forradalom után eltörlik a teljes Büntető törvénykönyvet, így annak 995. paragrafusát is, mely börtönnel büntette a homoszexualitást. Az intézkedést később megerősíti az 1922-es alkotmány is.[6]
- 1919 – Magnus Hirschfeld Berlinben megalapítja Institut für Sexualwissenschaft nevű intézetét. A Szexuális Tudományok Kutatóintézete és annak könyvtára a nácik 1933-as hatalomra jutásáig működött.[7][8]
- 1919 május – Bemutatják Németországban a Más mint a többiek (Anders als die Andern) című, meleg témájú filmet, a világon az első ilyen alkotást, Richard Oswald rendezésében, a főszerepben Conradt Veidt-tel. A film elkészítését a Magnus Hirschfeld vezette Institut für Sexualwissenschaft támogatta.[9]

## 1920-as évek
- 1922 – Elfogadják a Szovjetunió új Büntető törvénykönyvét, mely hivatalosan is dekriminalizálja a homoszexualitást.
- 1923 – Első alkalommal jelenik meg nyomtatásban a fag ("buzi") kifejezés, a meleg pejoratív megnevezésére, Nels Anderson: The Hobo című művében.
- 1924 – Megalakul az első amerikai melegjogi szervezet, a Society for Human Rights (Társaság az Emberi Jogokért) Chicagóban, Henry Gerber vezetésével. Néhány hónapnyi működés után a rendőrség betiltja.[10]
- 1924 – Panama, Paraguay és Peru eltörli a homoszexualitás büntethetőségét.
- 1928 – Megjelenik Radclyffe Hall A magány kútja című, leszbikus szerelemről szóló könyve az Egyesült Államokban, és nagy port kavar. A homoszexualitás a közbeszéd témájává válik. A művet betiltják.
- 1929 október 16. – A Reichstag egyik bizottsága a 175. paragrafus eltörlése mellett szavaz, a nácik 1933-as hatalomra jutása miatt azonban a törvényben nem történik változás.

## 1930-as évek
- 1931 – Bemutatják az első nyíltan leszbikus témájú filmet, a német Lányok az intézetben (Mädchen in Uniform) című alkotást.
- 1932 – Az új lengyel büntetőtörvénykönyv megszünteti a homoszexualitás büntethetőségét. A beleegyezési korhatárt egységesen 15 évnél húzzák meg.[11]
- 1933 – A Nemzetiszocialista Német Munkáspárt (NSDAP) betiltja az összes német meleg csoportot. Májusban a nácik felégetik Magnus Hirschfeld intézetének, az Institut für Sexualwissenschaftnak a könyvtárát, és felszámolják az intézetet.
- 1933 – Dánia megszünteti a homoszexualitás büntethetőségét.
- 1933 – A Fülöp-szigeteken dekriminalizálják a homoszexualitást.
- 1934 – Uruguay megszünteti a homoszexualitás büntethetőségét.
- 1934 – A Szovjetunióban ismét büntethetővé válik a homoszexualitás. A büntetés 5 évig terjedő börtön.[12]
- 1934. június 29. – A „hosszú kések éjszakája”. Letartóztatják a homoszexuális Ernst Röhm-öt is, és mivel nem hajlandó öngyilkosságot végrehajtani, kivégzik.
- 1935. június 28. – A német törvényhozás elfogadja a birodalmi büntető törvénykönyv büntetőtörvény-kiegészítését, amely szeptember 1-jén lép életbe. (A kiegészítés alapvetően a férfiak közötti fajtalanságra helyezi a hangsúlyt.)[13]
- 1936 – San Franciscoban megnyílik az Egyesült Államok első leszbikus bárja, a Mona's 440 Club.[4]
- 1937 – Először használják a rózsaszín háromszöget a náci haláltáborokban.
- 1938 – Először használják a gay kifejezést amerikai filmben a melegekre, a Cary Grant főszereplésével készült, Bringing Up Baby című alkotásban.[14]
- 1938 – Alfred Kinsey megkezdi szexológiai kutatásait.

## 1940-es évek
- 1940 – Izland megszünteti a homoszexualitás büntethetőségét.
- 1942 – Svájc megszünteti a homoszexualitás büntethetőségét. A beleegyezési korhatárt 20 évnél húzzák meg.
- 1944 – Svédország megszünteti a homoszexualitás büntethetőségét.
- 1945 – Amikor a szövetséges erők felszabadítják a koncentrációs táborokat, a homoszexualitásért bebörtönzötteket nem engedik szabadon, le kell tölteniük a 175. paragrafus által kiszabott büntetésüket.
- 1945 – New Yorkban megalakul a Veteránok Jóindulatú Egyesülete (Veterans Benevolent Association; VBA), melyet négy meleg veterán katona alapít meg. Az egyesületet 1947-ben jegyzik be.[15]
- 1945 – Portugália második alkalommal szünteti meg a homoszexualitás büntethetőségét.
- 1945 – A második világháború vége után nem sokkal megnyílik az első japán melegbár Shimbashiban, Yanagi (や な ぎ) néven.
- 1946 – Hollandiában megalakul az Amszterdami Shakespeare Klub, melyből 1949-ben létrejön a COC (Center for Culture and Recreation), a világ legrégibb, ma is működő LMBT szervezete.
- 1947 – Los Angeles-ben megjelenik a Vice Versa, az első észak-amerikai leszbikus kiadvány, az álnéven író Lisa Ben (ez az angol lesbian szó anagrammája; valódi nevén Edith Eyde) szerkesztésében.
- 1947 – Az Indiana Egyetemen Alfred Kinsey megalapítja a Szexológiai Kutatóintézetet (ma Kinsey Intézet).
- 1947 – Dániában megalakul a "Forbundet af 1948" ("League of 1948") nevű meleg csoport. A szervezet mai neve: LGBT Danmark.
- 1948 – Lengyelország egységesen 15 éves korban határozza meg a beleegyezési korhatárt.

» későbbi események

## Fordítás
- Ez a szócikk részben vagy egészben  a   Timeline of LGBT history című angol Wikipédia-szócikk ezen változatának fordításán alapul.  Az eredeti cikk szerkesztőit annak laptörténete sorolja fel. Ez a jelzés csupán a megfogalmazás eredetét és a szerzői jogokat jelzi, nem szolgál a cikkben szereplő információk forrásmegjelöléseként.